# Vittorio Trento
Vittorio Trento (* 1761, abweichend: 1765 in Venedig; † 1833 in Lissabon) war ein italienischer Komponist.

## Leben
Vittorio Trento war ein Schüler des Kirchenkomponisten Ferdinando Bertoni, der als Kapellmeister an der Capella ducale in San Marco in Venedig tätig war und am Conservatorio dei Mendicanti unterrichtete.
Er begann seine musikalische Laufbahn damit, dass er in verschiedenen Funktionen an den verschiedenen Theatern in Venedig eingesetzt wurde. Er begann dann jedoch früh, sich auf das Komponieren festzulegen und konzentrierte sich zunächst für mehrere Jahre auf Ballettmusik, bis er zur Oper überging.
Sein erstes Ballett Mastino della Scala wurde 1785 in Venedig uraufgeführt und im gleichen Jahr folgte das Ballett La virtù riconosciuta. Dies führte dazu, dass er von verschiedenen italienischen Bühnen aufgefordert wurde, neue Ballette zu schreiben, die er mit Enrichetta di Valcur und Il seraglio ossia l’Equivoco in Equivoco 1788 und 1791 mit Flamingo fortsetzte.
1789 gab er in Verona mit seinem Werk Orfeo negli Elisi auch sein Debüt als Opernsänger.
1791 wurde seine erste Oper Terese vedova in Venedig aufgeführt, dem bis 1804 noch weitere folgten.
Mitte der 1790er Jahre ging er, durch seinen Freund, den Komponisten Domenico Dragonetti angeregt, nach London und führte dort sein Ballettstück Der Triumph der Liebe auf. Es erschien auch unter dem Titel The Triumph ob Love a favourite Ballet, performed at Drury-Lane Theater 1797 in London als Stich und blieb Jahre hindurch das Lieblingsballett der Engländer.
1806 übernahm er die Direktion einer italienischen Oper in Amsterdam, dort hatte er sowohl mit seiner Oper La donna giudice als auch mit dem Oratorium Die Sintflut 1808 großen Erfolg; anschließend ging er an die Oper de São Carlos nach Lissabon und schrieb dort mehrere Stücke.
1819 kehrte er nach Italien zurück und hielt sich zunächst in Rom und 1820 in Venedig auf; dort wurde unter anderem seine Oper Quanti casi in un sol giorno ossia gli assassini aufgeführt, das als sein bestes Werk bezeichnet wird und bereits 1808 als Viel Vorfälle an einem Tage 1808 in Dresden erschien.
Von 1821 bis 1824 hielt er sich nochmals in Lissabon auf, bis er wieder nach Italien heimkehrte. In Bologna erschien 1824 noch seine Oper Giulia Salina in Langres.

## Werke (Auswahl)
- Orfeo negli Elisi, 1789 in Verona am Sala degli Accademici Riuniti.
- Demofoonte, 1791 in Venedig.
- Il cucù scopre tutto, 1796 in Florenz am Teatro Pallacorda.
- Quanti casi in un sol giorno ossia Gli assassini, Dezember 1801 in Venedig am Teatro Venier di S. Benedetto; überarbeitet im Sommer 1817 als commedia per musica in zwei Akten, mit Texten in neapolitanischem Dialekt von Giuseppe Palomba in Neapel im Teatro de' Fiorentini; auch aufgeführt als Gli assassini, Roberto l'assassino, Roberto capo d'assassini, La foresta di Nicobar.
- Teresa vedova, 13. Januar 1802 in Venedig am Teatro Venier di S. Benedetto.[1]
- Le nozze dei Morlacchi, Juni 1802 in Padua am Teatro Nuovo.
- Ines de Castro 1803 in Livorno.
- La baronessa immaginaria, Karneval 1804 in Rom am Teatro Capranica.
- Ifigenia in Aulide,  4. November 1804 in Neapel am Teatro San Carlo.
- Andromeda, 30. Mai 1805 in Neapel am Teatro S. Carlo.
- I vecchi delusi ossia La burla, Herbst 1805 in Neapel am Teatro Nuovo.
- Viel Vorfälle an einem Tage: eine komische Oper in zwey Aufzügen: für das Königl. Sächsische Theater. Dresden 1808.[2]
- La Climène, 25. April 1811 in London am King's Theatre.
- Emilia di Laverpaut, Sommer 1817 in Neapel.
- Le gelosie villane, Karneval 1824 in Livorno am Teatro Carlo Lodovico und am 2. November 1825 in Florenz am Teatro in via del Cocomero.